# 八木康行
八木 康行（やぎ やすゆき、1951年1月19日 - ）は、日本の実業家。日本マクドナルドホールディングス代表取締役社長や、リンガーハット代表取締役社長を務めた。

## 人物・経歴
東京都生まれ。東京都立千歳高等学校を経て、1974年成城大学経済学部卒業、日本マクドナルド入社。ドライブスルー1号店の店長などを経験し、創業者藤田田の腹心の叩き上げだった。
1994年社長補佐役関西地区本部長。1996年社長補佐役購買本部長。1999年上席執行役員営業本部長。2001年3月副社長兼営業本部長。2002年から代表取締役社長兼COOを務め、新商品を連続して投入する戦略などを進めた。2004年リンガーハット顧問。2005年リンガーハット代表取締役社長。2010年学校法人成城学園参与。2011年アークランドサービスホールディングス監査役、学校法人成城学園常務理事。2015年アークランドサービスホールディングス取締役。